# Ration de jungle
La ration de jungle (ou ration J) était une ration militaire légère et sèche américaine mise au point par l'armée de terre américaine pendant la Seconde Guerre mondiale pour les soldats engagés dans des missions prolongées dans des régions tropicales.

## Origines, développement et utilisation
Avant la Seconde Guerre mondiale, au cours des exercices de terrain au Panama et dans d'autres régions recouvertes de jungle, il fut déterminé que des rations standards lourdes de conserve « humides » étaient inadaptées aux fantassins effectuant des missions prolongées dans la jungle ou dans des environnements tropicaux disposant d’une abondance de sources d'eau. Des essais conduits par des unités de l'armée de terre américaine au Panama permirent rapidement de découvrir qu'une ration sèche pourrait être facilement extraite de sacs étanches à usage individuel. Ces rations seraient mieux adaptées aux fantassins évoluant dans la jungle, et seraient réhydratées dès que nécessaire à partir de sources d'eau locales.
La ration de jungle était initialement basée sur les aliments transportés par des civils américains, tels que les géologues et les ingénieurs, avant la Seconde Guerre mondiale. Des aliments secs, légers, prêt-à-mangers, attrayants pour les palais américains et sélectionnés pour être en vrac lorsque réhydratés, furent inclus dans le menu, comme le bœuf séché, les pêches, les abricots, et du lait entier déshydraté. Des comprimés de purification de l'eau étaient inclus afin de purifier l'eau nécessaire à la réhydratation et à la boisson. Après de nombreux essais sur le terrain dans les jungles du Panama, la ration de jungle fut finalisée au Laboratoire de recherche sur la subsistance de la Direction générale de l’Intendance de l’armée de terre américaine à Chicago. Elle apportait un total d'environ 17 000 kilojoules par jour (4 000 kilocalories/j), et pesait environ 1 kg lorsqu'elle était emballée.
La ration de jungle fut conçue pour être compacte et pour nourrir quatre hommes durant une journée. Un ouvre-boîte, des allumettes, du papier toilette, et des cigarettes étaient emballés dans chaque boîte, étanche à l'eau, contenant 10 rations. Dans la version originale de la ration de jungle, tous les composants alimentaires étaient séchés ou déshydratés et pourraient être extraits de leurs boîtes et transportés dans leurs emballages individuels étanches et légers. La déshydratation permit de grandement diminuer le poids total, et les aliments pourraient se conserver pendant plusieurs semaines dans la chaleur et l'humidité de la jungle. En règle générale, elle fut favorablement acceptée par les soldats des pelotons qui les essayèrent au Panama. Parmi les forces australiennes, qui reçurent brièvement la ration en Nouvelle-Guinée, la ration de jungle est connue sous le nom de « paquet de Noël » pour ses différents composants, qui furent appréciés après un régime monotone de biscuits de mer et boîtes de corned-beef.
Toutefois, en raison de son coût et de sa nature spécialisée, la ration de jungle, comme la ration de montagne, ne fut jamais populaire à l’intendance de l'armée américaine, qui était forcée de dépenser des fonds supplémentaires pour l'achat et le stockage de ce qu'ils considéraient comme une ration trop chère, redondante et au champ d’action limité. Le personnel du laboratoire de recherche sur la subsistance critiquait notamment la ration de jungle car elle n’était pas conditionnée en emballage individuel pour être distribué immédiatement à un soldat combattant dans un trou ou dans une autre position défensive, comme, la ration K,. Cette critique est née à la suite de l’échec de l'armée de terre et du corps d’intendance à tenir compte de précédents rapports de terrain de l'infanterie et des résultats d’essai du laboratoire de recherche sur la subsistance et de diététiciens. Comme aucun des membres du personnel du laboratoire de recherche sur la subsistance n’avait jamais servi comme soldats d'infanterie portant leurs propres charges à travers la jungle, ils ne savaient pas que la raison d’être principale de la ration de jungle était de fournir une ration acceptable, sèche, légère qui pourrait être transportée dans des sacs étanches pour les patrouilles prolongées dans la jungle profonde. 
Au cours de sa courte existence, la ration de jungle fut maintes fois modifiée, avec des aliments en conserve, plus lourds, mais moins coûteux, par le laboratoire de recherche sur la subsistance, battant en brèche le but d'une ration déshydratée légère. Le remplacement de la viande séchée par de la viande de porc ou de bœuf transformée, en conserve, en 1942, suivie de la suppression des fruits secs, provoqua une dégringolade prévisible de la popularité de la ration de jungle. Finalement, sa distribution cessa complètement en 1943 en faveur de la ration K. L'absence d'une ration de terrain compacte et légère, mais suffisamment nourrissante et savoureuse, eut de graves conséquences pour certaines troupes américaines plus tard dans la guerre, et plus particulièrement pour les Merrill's Marauders.

## Contenu des menus
La ration de jungle fut maintes fois modifiée au cours de son existence par les officiers du corps d’intendance, remplaçant certains composants par des conserves moins chères ou plus lourdes (telles que le lait en poudre) [10] Elle incluait :
- Biscuits de mer
- Bœuf salé (1re version) - Une version américaine du traditionnelle carne seca d’Amérique centrale du sud, utilisant des tranches séchées de viande bovine de haute qualité, légèrement salée et épicée; ce composant fut l'un des premiers à être éliminé en faveur de lourdes viandes en conserve, moins chères.
- Conserves de viande (2e version) – bœuf en conserve/porc ou pain de porc; certaines sources [8] indiquent la viande de porc du déjeuner (SPAM) était également un élément rotatif.
- Porridge - (un terme général pour des céréales précuites sèches)
- Barres de fruits
- Chewing-gum
- Bonbons durs
- Abricots secs
- Pêches séchées
- Poudre de citron
- Poudre de cacao (généralement combiné avec du lait en poudre et du sucre pour faire une boisson au chocolat)
- Arachides grillés et salées
- Lait entier en poudre
- Raisins secs
- Sel
- Poivre noir
- Café instantané
- Sucre blanc
- Cigarettes
- Papier toilette